# Kessel (Limbourg néerlandais)
Pour les articles homonymes, voir Kessel.
Kessel est un village des Pays-Bas de la province du Limbourg, faisant partie de la commune de Peel en Maas.

## Histoire de la commune
Kessel a été une commune indépendante jusqu'au 1er janvier 2010. À cette date, elle a fusionné avec Helden, Meijel et Maasbree pour former la nouvelle commune de Peel en Maas.
La commune avait une superficie de 22,11 km2. Au 31 décembre 2009, elle comptait 4 263 habitants. En plus de Kessel, elle englobait le village de Kessel-Eik et plusieurs hameaux.

## Patrimoines
- Château de Berckt